# Dykasteria ds. Komunikacji Stolicy Apostolskiej
Dykasteria ds. Komunikacji Stolicy Apostolskiej – dykasteria Kurii Rzymskiej utworzona 27 czerwca 2015 przez papieża Franciszka jako Sekretariat ds. Komunikacji. 1 października 2016 wszedł w życie nadany przez papieża ad experimentum statut sekretariatu. Od 27 lutego 2018 pod obecną nazwą.
Celem dykasterii jest zarządzanie instytucjami medialnymi Stolicy Apostolskiej.
Dykasteria wchłonęła następujące instytucje:
- Papieską Radę ds. Środków Społecznego Przekazu,
- Biuro Prasowe Stolicy Apostolskiej,
- Służbę Internetową Stolicy Apostolskiej,
- Radio Watykańskie,
- Watykański Ośrodek Telewizyjny,
- L’Osservatore Romano,
- Typographia Vaticana (drukarnia),
- Służbę Fotograficzną Stolicy Apostolskiej,
- Libreria Editrice Vaticana (wydawnictwo).

Dykasteria ds. Komunikacji Stolicy Apostolskiej składa się z 5 dyrekcji:
- ds. ogólnych,
- wydawniczej,
- Biura Prasowego Stolicy Apostolskiej,
- technicznej,
- teologiczno-duszpasterskiej.

## Zarząd Dykasterii
- prefekt: Paolo Ruffini (od 2018)[3]
- sekretarz: ks. Lucio Adrian Ruiz (od 2018)